# جيمس ويليام بيرسون
جيمس ويليام بيرسون (بالإنجليزية: James William Pearson)‏ هو طيار بطل أمريكي، ولد في 2 أبريل 1895 في بريدجبورت في الولايات المتحدة، وتوفي في 28 يناير 1993 في مونتكلير ‏ في الولايات المتحدة.